# ティン・ハット
ティン・ハット（Tin Hat、旧名・ティン・ハット・トリオ）は、現在カリフォルニア州サンフランシスコを拠点に活動しているアコースティックの室内楽グループ。彼らの音楽は、ジャズ、サザン・ブルース、ブルーグラス、新古典主義音楽、東欧の民族音楽、アヴァンギャルドなど、さまざまなジャンルの音楽を組み合わせている。
1997年の結成以来、オリジナルのティン・ハット・トリオは、しばしば他のミュージシャンを招待してトリオのフォーマットを拡大してきた。彼らのすべてのCDに、トム・ウェイツ、マイク・パットン、ウィリー・ネルソンなどのゲストや、クラリネット奏者のベン・ゴールドバーグ、ハープ奏者のジーナ・パーキンスなどの友人が参加している。パーキンスは、2002年の『The Rodeo Eroded』と2004年の『ブック・オブ・シルク』に参加しているほか、ライブやサイレント映画のプロジェクトで専属の音響効果アーティストとしてトリオと共演している。ゴールドバーグはティン・ハット・トリオのゲストとして頻繁に参加しており、『Memory Is an Elephant』と『The Rodeo Eroded』にも参加している。
2004年末に創設メンバーのロブ・バーガー（トリオのアコーディオン奏者でピアニスト）がトリオを脱退すると、マーク・オートンとカーラ・キールシュテットは彼に代わってゴールドバーグとパーキンスの2人を加え、密接に関係を結んだ新しいアンサンブル「ティン・ハット・カルテット」を結成し、2005年1月と4月にアメリカで2度の短いコンサート・ツアーを行った。ツアー中、彼らはもう一人の音楽家を彼らのハットの下に招いた。近年、トム・ウェイツのお気に入りのサイドマンとして知られるサンフランシスコのアラ・アンダーソンである。離脱したバーガーのように、アンダーソンは、トランペットやグロッケンシュピールをはじめ様々な鍵盤楽器を演奏し、ティン・ハットのサウンドの大きなキャンバスに新しい色とストロークを加えている。
2005年、ティン・ハット・トリオの楽曲「Fear of the South」は、映画『僕の大事なコレクション』のサウンドトラックに収録された。
2013年には、ティン・ハットのメンバーであるマーク・オートンが映画『ネブラスカ ふたつの心をつなぐ旅』のスコアを作曲した。このスコアにはティン・ハットの他のメンバーの演奏も含まれており、オリジナル・メンバー3人が再結集するのは2005年以来となる。サウンドトラック・アルバムは2013年11月19日にミラン・レコードから発売された。

## ディスコグラフィ

### アルバム
- Memory Is an Elephant (1999年、Angel/EMI)
- Helium (2000年、Angel/EMI)
- The Rodeo Eroded (2002年、Ropeadope)
- 『ブック・オブ・シルク』 - Book of Silk (2005年、Ropeadope)
- La giusta distanza (The Right Distance) (2007年、Radiofandango) ※サウンドトラック
- The Sad Machinery of Spring (2007年、Hannibal)
- Foreign Legion (2010年、BAG Productions) ※ライブ
- The Rain Is a Handsome Animal (2012年、New Amsterdam) ※E・E・カミングスの詩に基づく17曲